# Chojtobeje
Chojtobeje (ros. Хойтобэе) – wieś (ułus) w Rosji, w Buriacji, w rejonie iwołgińskim. W 2010 liczyła 2754 mieszkańców.